# Józef Wesołowski
Józef Wesołowski (Nowy Targ, 15 de julio de 1948-Ciudad del Vaticano, 27 de agosto de 2015) fue un arzobispo católico nacido en Polonia, nuncio apostólico en la República Dominicana de enero de 2008 hasta que fue separado en agosto de 2013. Las autoridades de la República Dominicana estuvieron investigando las acusaciones de abuso de menores en su contra; y para evitar ser procesado y con posible ayuda de la curia local, huyó al Vaticano, con lo que hizo imposible su extradición al lugar donde se le imputan los delitos. El 27 de junio de 2014, la Santa Sede comunicaba que se había concluido el proceso Derecho canónico en primera instancia ante la Congregación para la Doctrina de la Fe. La sentencia supone la secularización.
En el mes de septiembre de 2014 se abrió un juicio penal en su contra por pederastia, y el 23 de septiembre se anunció su arresto domiciliario en el Vaticano.

## Carrera
Wesołowski nació en Nowy Targ, Polonia, el 15 de julio de 1948. Fue ordenado sacerdote en Cracovia el 21 de mayo de 1972 por el cardenal Karol Wojtyła, quien se convirtió más tarde en el papa Juan Pablo II. Fue nombrado nuncio en Bolivia el 3 de noviembre de 1999. El 6 de enero de 2000 fue consagrado arzobispo titular de Sleibhte por Juan Pablo II. Durante el curso de 2002 fue nombrado nuncio en los países de Asia Central: Kazajistán, Tayikistán, Kirguizistán y Uzbekistán. El 24 de enero de 2008 fue nombrado nuncio en la República Dominicana.

## Investigaciones y conexiones con la curia dominicana
El 21 de agosto de 2013, Wesołowski se ausenta de la República Dominicana. Un par de semanas después, el 2 de septiembre de 2013, la reportera de investigación dominicana Nuria Piera denunció que Wesołowski estaba envuelto en casos de abuso sexual a menores. Para entonces se creía que Wesolowski había dejado la República Dominicana con evidente ayuda de la alta curia con sede en la ciudad de Santo Domingo.  Al día siguiente un alto representante de esta curia, el sacerdote Mons. Agripino Núñez Collado, Rector de la Pontificia Universidad Católica Madre y Maestra y uno de los portavoces de la Iglesia católica en la República Dominicana, dijo que Wesołowski ha sido llamado ante el Vaticano por causa de acusaciones de abuso de un niño. El 4 de septiembre de 2013, las autoridades judiciales de República Dominicana, iniciaron una investigación acerca de Wesołowski. El Vaticano confirmó que en curso había una investigación acerca de Wesołowski, tanto de parte del Vaticano así como de parte de las autoridades dominicanas. Un portavoz del Vaticano llegó al punto de negar que las acusaciones de abuso sexual de menores fueran las causas de la convocatoria a Wesołowski al Vaticano, pero dijo que las acusaciones fueron suficientemente serias para suspenderle en cuanto a sus funciones como nuncio papal durante la investigación. Líderes locales de la Iglesia católica dominicana, llegaron al punto de negar que Wesołowski estuviera siendo investigado por abuso a menores, y describieron la convocatoria como un simple procedimiento administrativo. Al mismo tiempo, otro sacerdote coincidencialmente también de nacionalidad polaca, fue acusado al mismo tiempo que Wesołowski, Wojciech Gil, el cual fue también regresado a casa en Polonia con evidente complicidad de la alta curia de la Iglesia católica en República Dominicana, y en el mes de septiembre de 2013, los investigadores judiciales dominicanos suministraron a su contraparte Polaca una extensiva documentación que le incrimina a éste, todo esto, a pesar de que entre Polonia y la República Dominicana no hay tratado alguno de extradición. El padre Wojciech Gil fue suspendido de sus funciones en mayo de 2013 mientras supuestamente estaba de vacaciones en su nativa Polonia. Pese a las sobradas evidencias y testimonios que le incriminan y le acusan, en audiencia televisiva en su natal Polonia, este cura, igualmente incriminado de pederastia por la justicia dominicana, comentó que los cargos en su contra son el trabajo de mafias de la droga que se oponen a su trabajo educativo. Oficiales Polacos arrestaron a Gil el 17 de febrero de 2014
En enero de 2014 aparecieron reportes de que el Vaticano había rehusado extraditar a Wesołowski a su Polonia natal, basado esto en la respuesta que da el Vaticano a un cuestionamiento de la Oficina del Fiscal de Distrito en Varsovia dijo: "El arzobispo Wesolowski es un ciudadano del Vaticano, y la ley vaticana no permite su extradición." De acuerdo con el portavoz del Vaticano Federico Lombardi, ninguna solicitud de extradición ha sido tramitada y que el Vaticano, Polonia y la República Dominicana estaban cooperando juntos, unos con otros. A partir de enero de 2014, dijo que Wesolowski es sujeto de una investigación canónica por la Congregación para la Doctrina de la Fe y que los posibles resultados pudieran incluir su expulsión del sacerdocio, terminando así con su estatus tanto como sacerdote como obispo. También comentó, que existe la posibilidad de haya cargos criminales que pudieran ser juzgados en una corte del Vaticano.

## Fallecimiento
Wesołowski fue encontrado muerto en su residencia en el Vaticano el 27 de agosto de 2015. Un comunicado del Vaticano dijo que probablemente murió de causas naturales. Una autopsia inicial por un equipo de médicos identificó la causa de la muerte como un ataque al corazón.